# Przemysław Myjak
Przemysław Antoni Myjak (ur. 1940, zm. 30 listopada 2022) – polski profesor nauk medycznych, parazytolog, specjalista parazytologii tropikalnej. Kierownik Zakładu Parazytologii Tropikalnej, dyrektor Międzywydziałowego Instytutu Medycyny Morskiej i Tropikalnej w latach 2003–2008.

## Działalność naukowa
Autor i współautor ponad 80 artykułów naukowych z zakresu parazytologii, parazytologii medycznej, diagnostyki medycznej i chorób tropikalnych. Badania prowadził w zakresie biologii pasożytów, diagnostyki oraz epidemiologii pasożytów człowieka i innych organizmów. Jego badania dotyczyły także oceny antygenów rekombinowanych Toxoplasma gondii w diagnostyce toksoplazmozy. Był autorem wytycznych i postępowań diagnostycznych chorób pasożytniczych i tropikalnych, a szczególnie malarii. Był promotorem 4 prac licencjackich, 10 prac magisterskich, 5 doktoratów i opiekunem dwóch habilitacji.

## Funkcje i członkostwo
Członek: Polskiego Towarzystwa Botanicznego, Polskiego Towarzystwa Parazytologicznego, Komitetu Parazytologii PAN, Polskiego Towarzystwa Przyrodników im. Mikołaja Kopernika i National Geograpfic Society. W latach 1999–2022 przewodniczący Oddziału Gdańskiego Polskiego Towarzystwa Parazytologicznego. Członek Sądu Koleżeńskiego zarządu głównego Polskiego Towarzystwa Parazytologicznego w latach 1998–2007.

## Nagrody i odznaczenia
- Srebrny Medal 50-lecia Polskiego Towarzystwa Parazytologicznego (1977 r.)
- Odznaka Za wzorową pracę w służbie zdrowia (1977 r.)
- Złoty Krzyż Zasługi (1999 r.)[8]
- Medal im. Konstantego Janickiego za zasługi na rzecz parazytologii polskiej (2007 r.)
- Krzyż Kawalerski Orderu Odrodzenia Polski[9] (2009 r.)